# Ormspel

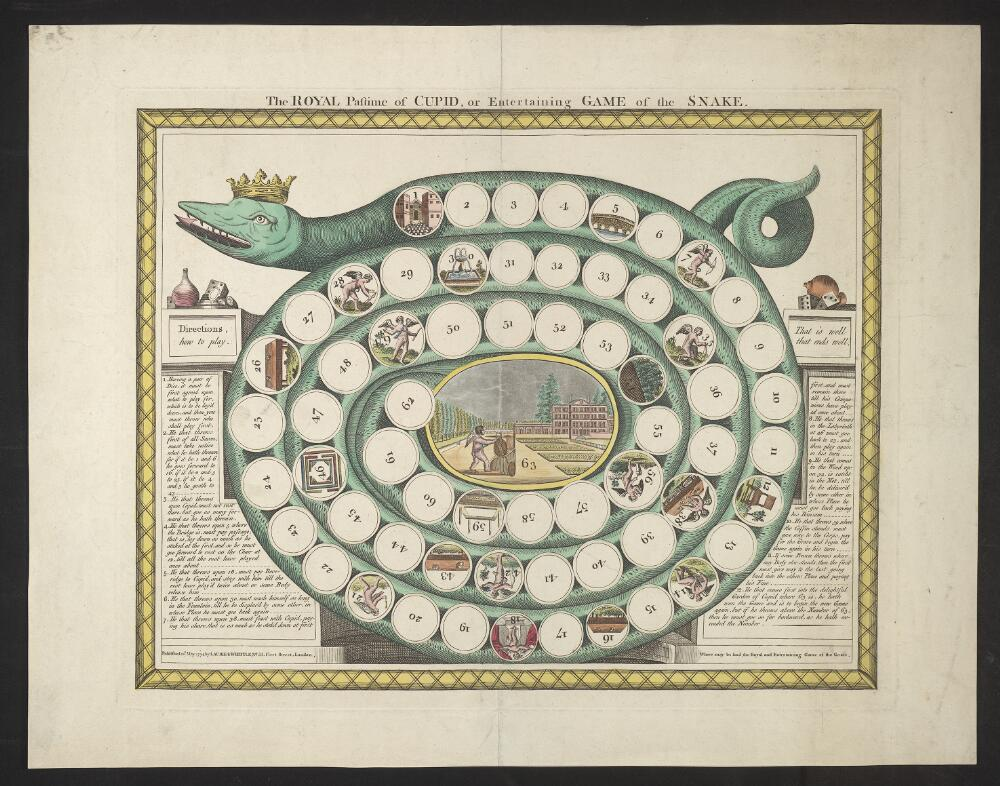
Ormspel (England, 1794).

Ormspel, även kallat hjortspel, är ett klassiskt brädspel, där deltagarna med hjälp av tärningskast flyttar sina spelpjäser längs en spiralformad bana som avbildar en hopringlad orm, försedd med numrerade fält. På en del av fälten finns symboler som anger att den spelare som hamnar där till exempel ska stå över ett eller flera kast. Den spelare som först når banans sista fält vinner spelet.
Spelet kan betraktas som en variant av gåsspelet, som är ett brädspel med likartade regler.
I Sverige är ormspelet känt åtminstone sedan 1700-talet, och det nådde en utomordentlig popularitet mot slutet av 1800-talet. Benämningen hjortspel syftar på att vissa av spelplanens fält kan avbilda hjortar. Om en pjäs hamnar på en hjort får spelaren ett extra kast.